# Delta-FosB
```
Veure més informació sobre ΔFosB com a subsecció dins de 
FosB
```

La proteïna ΔFosB (deltaFosB) és un factor de transcripció que exerceix un paper fonamental en el procés d'addicció i en la resposta a estímuls de recompensa en el cervell . És part de la família Fos de factors de transcripció, que inclou altres proteïnes com a c-Fos, FosB, Fra-1 i Fra-2. No obstant això, ΔFosB és única dins d'aquesta família a causa de la seva capacitat d'acumular-se i persistir en les cèl·lules neuronals durant llargs períodes, especialment després d'exposicions repetides a estímuls addictius, com la cocaïna, l'alcohol, la nicotina i fins i tot unes certes experiències intensament plaents (per exemple, activitat física intensa o algunes conductes alimentoses).

## Activació
La proteïna ΔFosB prèviament a ser activada pateix un procés de splicing, en el que s'extreuen 101 aminoàcids de Fosb donant lloc a una versió més curta i activa, que és ΔFosB,una isoforma de FosB.